# Marcia (Vestalin)
Marcia († 114 v. Chr.) war ein Mitglied des altrömischen Geschlechts der Marcier und eine Vestalin. Vielleicht war sie die Tochter des Stadtprätors von 144 v. Chr., Quintus Marcius Rex. 
Im Jahr 115 v. Chr. wurde ein Gerichtsverfahren gegen mehrere Vestalinnen, die des crimen incesti angeklagt waren, durchgeführt. Zu den Angeklagten gehörten neben der verurteilten Aemilia auch Licinia und Marcia, doch wurden die letzteren beiden am Ende des Jahres zunächst von den Pontifices freigesprochen. Daraufhin wurde auf Antrag des Volkstribunen Sextus Peducaeus der für seine Rigorosität bekannte Konsul von 127 v. Chr., Lucius Cassius Longinus Ravilla, vom Volk zum außerordentlichen Untersuchungsrichter in einem weiteren, 114 v. Chr. durchgeführten Prozess ernannt. Ravilla dehnte die Schuldzuerkennung nun auf Licinia und Marcia aus, obwohl letztere das Gelöbnis der Keuschheit nur durch das Verhältnis zu einem einzigen Mann verletzt haben sollte. Über beide Vestalinnen wurde das Todesurteil verhängt. Darüber hinaus verurteilte Ravilla die Verführer der Frauen und weitere Personen. Der Althistoriker Friedrich Münzer vermutet hinter dem Prozess politische Motive.